# Praxithea seabrai
Praxithea seabrai là một loài bọ cánh cứng trong họ Cerambycidae.